# Ассирійська церква Сходу
Асси́рійська це́рква Схо́ду (сир. ܥܕܬܐ ܕܡܕܢܚܐ ܕܐܬܘܖ̈ܝܐ, трансліт. ʿĒḏtā ḏ-Maḏnḥā ḏ-ʾĀṯūrāyē, араб. كنيسة المشرق الآشورية), офіційно Свя́та апо́стольська като́лицька Асси́рійська це́рква Схо́ду (сир. ܥܕܬܐ ܩܕܝܫܬܐ ܘܫܠܝܚܝܬܐ ܩܬܘܠܝܩܝ ܕܡܕܢܚܐ ܕܐܬܘܪ̈ܝܐ, трансліт. ʿĒḏtā Qaddīštā wa-Šlīḥāytā Qāṯōlīqī ḏ-Maḏnḥā ḏ-ʾĀṯūrāyē; араб. كنيسة المشرق الآشورية الرسولية الجاثلقية المقدسة) — східнохристиянська церква, яка дотримується традиційної христології та еклезіології історичної Церкви Сходу. Вона належить до східної гілки сирійського християнства і використовує Божественну літургію святих Аддая та Марі, що належать до східно-сирійського обряду. Його основною розмовною мовою є сирійська, діалект східноарамейської мови, і більшість прихильників — етнічні ассирійці.
Церква також має архієпархію, що базується в Індії, відому як Халдейська сирійська церква Індії. Ассирійська церква Сходу офіційно розташована в місті Ербіл, іракський Курдистан на півночі Іраку; її початковий ареал також поширився на південний схід Туреччини, північний схід Сирії та північний захід Ірану, що приблизно відповідає давній Ассирії. З 2015 року предстоятелем Ассирійської церкви Сходу є католикос-патріарх Мар Ґеварґіс III.
Ассирійська церква Сходу претендує на спадкоємність з історичною Церквою Сходу, і вона не перебуває в євхаристійному спілкуванні ні зі Орієнтальними православними церквами, ні зі Східною православною церквою. Фракцією Ассирійської церкви, яка увійшла в повний союз із Римським Святим Престолом, є Халдейська католицька церква. Після Загальної христологічної декларації в 1994 році між Ассирійською церквою та католицькою церквою та богословського діалогу між церквами в 2001 році вони склали настанови для вірних щодо взаємного прийняття до євхаристії між Халдейською католицькою церквою та Ассирійською церквою Сходу. Також з 1964 року використовує григоріанський календар.
Ассирійська церква Сходу має традиційну єпископську структуру, очолювану католикосом-патріархом. Її ієрархія складається з митрополичих єпископів та єпархіальних єпископів, тоді як нижче духовенство складається зі священиків та дияконів, які служать в єпархіях (єпархіях) та парафіях на Близькому Сході, Індії, Північній Америці, Океанії та Європі (включаючи Кавказ та Росію).

## Виникнення

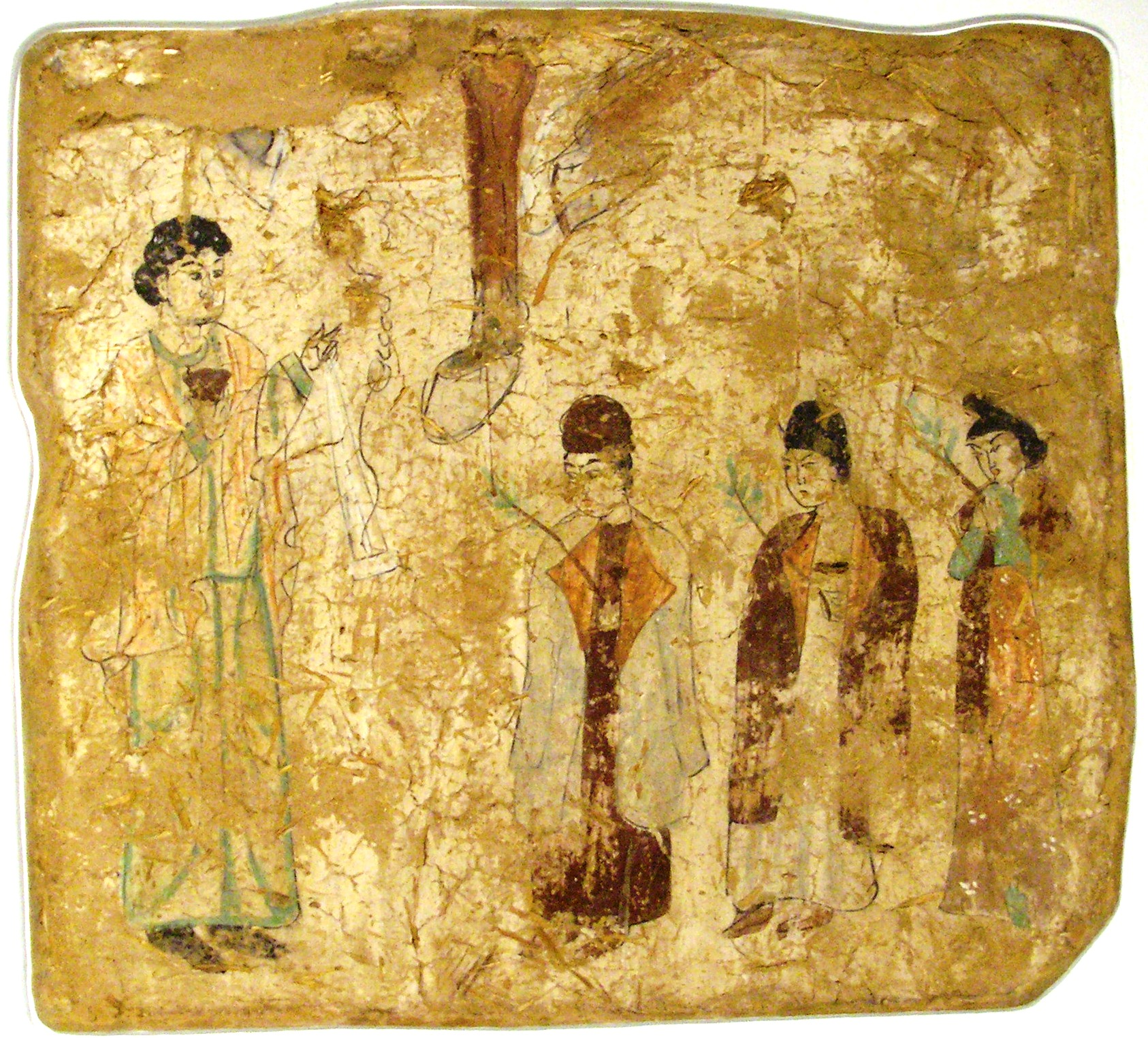
Несторіанські священики

Перші християни у Месопотамії (із Сирії та Антіохії) з'явилися досить рано, наприкінці I ст. Офіційно перські християни стали себе називати халдеями.
У III столітті ця територія була завойована персами. Попри те, що церква тут багатонаціональна, найважливішу роль у ній традиційно виконували ассирійці. Її географічне розташування виявилося причиною того, що вона стала відома як Церква Сходу.
Проте становище християн у Месопотамії суттєво погіршилося після вступу на престол династії Сасанидів (227 р.), а ще більш важким воно стало після визнання християнства офіційною релігією у Римській імперії — основній політичній суперниці Персії.
Від 342 р. почалися відверті жорстокі репресії, які коштували життя багатьом тисячам християн. У зв'язку із політичними проблемами, інтенсивні комунікації між перськими християнами та християнами Римської імперії були перервані. Слабкі стосунки підтримувала тільки Едеська школа у Сирії.
У V столітті Церква Сходу тяжіла до радикальної антіохійської формули христології, сформульованої Теодором Мопсуестійським та Несторієм, і відійшла від спілкування з церквою Візантійської імперії. Частково це було викликано великим напливом несторіан до Персії, бо несторіанську христологію засуджено на Ефеському соборі (ІІІ Вселенський собор) у 431 році, а імператор Зенон (474—491) вигнав їх із Візантійської імперії.

## Історія

Сирійські мови та несторіанство на Близькому сході та в Азії в 800—1200 рр.

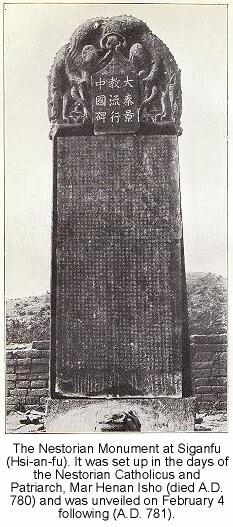
Несторіанська стела 781 р. поблизу Сіаня (фото бл. 1900)

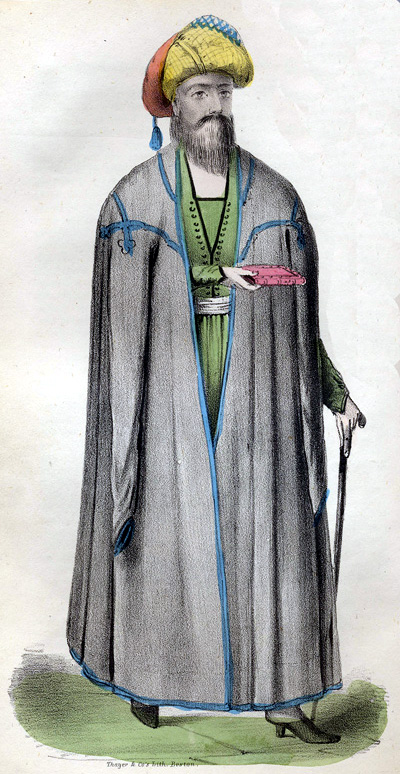
Мар Еліяс (Елія), несторіанський єпископ села Урмія на рівнині Геогтапа, бл. 1831 р. Зображення походить із «Резиденції восьми років у Персії серед несторіян», із записками мусульман Джастіна Перкінса (Андовер, 1843).

Коли Едеську школу, за наказом імператора, закрили, більшість її вчителів переселися у Персію. Тому школа у Нісібісі стала спадкоємницею школи в Едесі. За цих умов несторіанство на величезних просторах Персії не мало суперників із християнським корінням. У 499 на Великому соборі у Ктезифоні воно було проголошено офіційно як домінуюча християнська релігія у Персії.
Одночасно їм доводилося відділяти себе від офіційної Церкви Візантійської імперії, з якою Персія часто воювала. Завдяки цьому вони могли зберігати свою християнську віру і разом з тим не дозволяли запідозрити себе у співпраці з ворожою імперією.
Розрив із грецьким урядом дуже схвально зустріли у Персії, тому несторіани дістали багато прав і можливостей. Запорукою процвітання своїх спільнот вони вважали розташування у місці, де, за переданням, знаходився рай. У рамках Нібісійської школи активно розроблялися не тільки богослов'я, але й риторика, діалектика, медицина. Християни були найосвіченішою частиною перського суспільства. Тому часто можна було бачити християн, які служили при палацах королів та вельмож і були у перших рядах панівного класу.
У VII ст. панівною релігією у Персії став іслам. Але несторіани і за цих умов не втратили свого привілейованого становища.
У XV ст. можна спостерігати перші спроби проведення унійних акцій серед несторіан. У цьому ж столітті із Римською церквою об'єдналися кіпрські несторіани. У XVI ст. тим самим шляхом пішли несторіани Месопотамії. При давній традиції залишилися тільки несторіани, що зараз мешкають у Туреччині та Ірані (т. зв. Курдистан). Масові нищення християн постійно супроводжували несторіанську спільноту. Наприклад, у 1846 р. загинуло 6 тисяч несторіан. У цей час несторіани починають активно шукати зв'язків із іншими Церквами православної ойкумени:
- 1859 рік — неуспішні переговори між Ассирійською та Константинопольською церквами про можливе об'єднання.
- 1861—1863 рр. — прийнято звернення до російського уряду із проханням взяти несторіан під свою опіку.
- 1898 р. частина ассирійського клиру, що представляла 9 тис. несторіанського населення, була приєднана до Російської православної церкви.

Отже, до початку XX ст. основним місцем проживання несторіан залишалася Туреччина. Ситуація суттєво змінилася під час Першої світової війни, коли турки почали підозрювати християн у симпатіях до британців — тодішніх ворогів Туреччини. Тоді під час масових репресій і навіть геноциду загинула майже третина всього несторіанського населення Туреччини. Решту масово залишали країну і поселялися у гірських районах Іраку. Життя там було відносно спокійним до 1933 р., коли закінчився мандат військ Англії на перебування у цій країні. Зіткнення між урядовими іракськими військами та загонами ассирійців досягли свого апогею. У цей час ассирійський патріярх Мар Симон був ув'язнений і висланий за кордон. Він емігрував у США і поселився у місті Сан-Франциско.
У 1964 р. Патріарх Шимун XXI Ешай ухвалив ряд змін до церкви, включаючи літургійну реформу, прийняття григоріанського календаря та скорочення Великого посту. Ці зміни в поєднанні з тривалою відсутністю Шімуна в Іраку спричинили розкол у громаді там, що призвело до чергового розколу. У 1968 р. традиціоналісти цієї церкви обрали Тому Дармо конкуруючим патріархом для Шімуна XXI Ешай, утворивши незалежну Давню Церкву Сходу, що базується в Багдаді, Ірак.

## Сучасність

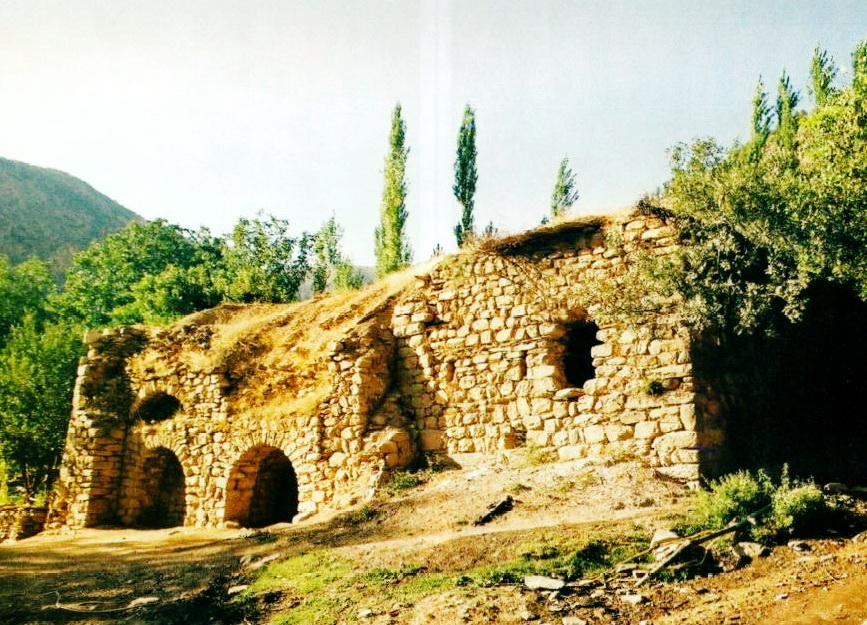
Несторіанська церква св. Івана Араба 6 століття в ассирійському селі Герамон

Скликаний у липні 1994 року в Австралії Священний синод Ассирійської церкви ухвалив декілька важливих рішень, що стосуються її життя. Єпископи заснували комісію з міжцерковних зв'язків і розвитку освіти на чолі з єпископом Бавай Соро для підготовки до богословського діалогу з іншими Церквами та реалізації програми релігійної освіти.
Міжнародний богословський діалог між Ассирією і католицькою церквами супроводжувався покращенням відносин між Ассирійською церквою Сходу і її католицьким двійником — Халдейською католицькою церквою. У листопаді 1996 року Map Дінкха IV і халдейський патріярх Рафаїл I Бідавід зустрілися в Саутфілді, штат Мічиган і підписали «Спільну патріяршу заяву», яка доручає обидвом церквам налагодити взаємну роботу по возз'єднанню і закладає основу співпраці в таких пастирських питаннях як написання загального катехизису, відкриття семінарії в районі Чикаго-Детройта, збереження арамейської мови та інші загальні пастирські програми для парохій, єпархій у всьому світі.
У середині 1997 року було оголошено, що Ассирійська церква Сходу і Сирійська православна церква готові почати двосторонній богословський діалог. В ім'я покращення стосунків з Орієнтальними православними церквами, Священний синод Ассирійської церкви в 1997 році вирішив видалити з богослужбових текстів анатеми, направлені проти інших церков.
Сьогодні Ассирійська церква об'єднує до 400 тис. вірних, що мешкають у Іраку, Ірані, Сирії, Лівані, Північній Америці (три єпархії — Сходу США і Заходу США — разом 15 парохії, а також Канади — три парохії), Австралії (чотири парохії), Індії. Офіційний титул глави церкви — Католікос-патріарх Церкви Сходу.

## Вчення
Дотримуючись доктринальних традицій давньої Східної церкви, сучасна Ассирійська церква Сходу визнає перші два екуменічні собори: Нікейський (325) та Константинопольський (381). Ассирійська церква дотримується тринітарних доктрин, висловлених у Нікейсько-Костянтинополітанському Символі віри, і сповідує вічну процесію Святого Духа від Отця, як це визначено в християнській Біблії (Іван 15:26) та Символі віри. Таким чином, пневматологія Ассирійської церкви Сходу визнана повністю ортодоксальною та ідентичною пневматологічним доктринам Східного православ'я та Орієнтального православ'я. З іншого боку, її христологія має кілька конкретних відмінностей.

### Христологія
Теологічно Ассирійська церква Сходу не приймає доктринальних визначень, прийнятих на Ефеському соборі (431) та Халкедонському соборі (451), і досі дотримується традиційної христології Церкви Сходу, яку часто позначають як Несторіан. Використання та точне значення цього терміна було предметом багатьох дискусій не тільки протягом історії, але й у наш час, оскільки Ассирійська церква Сходу має відмінні погляди на декілька христологічних питань і стверджує, що її теологічні доктрини та традиції є по суті ортодоксальний, визнаючи необхідність подальшого міжхристиянського діалогу, який вирішив би різні питання в галузі порівняльної христологічної термінології. На відміну від більшості інших церков, які ведуть своє походження до глибокої давнини, сучасна Ассирійська церква Сходу не перебуває у спілкуванні з жодною іншою церквою.
Несторіанська природа ассирійського християнства залишається предметом суперечок. Елементи несторіанської доктрини явно відкинув Патріарх Дінка IV з нагоди його приєднання в 1976 році.
Христологія Церкви Сходу сягає своїм корінням в антіохінську теологічну традицію ранньої церкви. Засновниками ассирійської теології є Діодор Тарський та Теодор Мопсуестійський, обидва викладали в Антіохії. «Антіохіна» — це сучасне позначення стилю богослов'я, пов'язаного з ранньою Церквою в Антіохії, на відміну від теології Александрійської церкви.
Антіохінське богослов'я підкреслює гуманність Христа та реальність морального вибору, з яким він стикався. Для того, щоб зберегти непрохідність Божої природи Христа, єдність Його особи визначається більш вільно, ніж в олександрійській традиції. Нормативна христологія ассирійської церкви була написана Бабаєм Великим (помер 628 р.) Під час суперечок, що відбулися після 431 Ефеського собору. Бабай вважав, що всередині Христа існують два qnome (сирійський: ܩܢܘܡܐ / qnômâ, складний термін, еквівалентний грецькому терміну іпостась), не змішані, але вічно об'єднані в одному просопоні (особі) Христа.
Точні христологічні вчення Несторія оповиті невідомістю. Остерігаючись монофізитизму, Несторій відкинув теорію Кирила про іпостасний союз, запропонувавши натомість набагато більш вільну концепцію просопічного союзу. Несторіанізм став означати радикальний діофізитизм, в якому дві натури Христа вічно розділені, хоча сумнівно, чи викладав Несторій коли-небудь таке вчення. Відмова Несторія від терміну Богородиці традиційно вважається свідченням того, що він стверджував про існування двох осіб (диопросопізм) — не просто двох натур — в Ісусі Христі, хоча не існує доказів того, що Несторій заперечував єдність Христа. У суперечці, що відбулася після Ефеського собору, термін «несторіанський» застосовувався до всіх вчень, що підтримували суворо антіохінську христологію. Як наслідок, Церква Сходу отримала ярлик Несторіанської, хоча її офіційна христологія фактично була визначена Бабаєм Великим на соборі, який відбувся у 612 році.

## Літургія
Церква використовує сирійський діалект східної арамейської у своїй літургії, східно-сирійський обряд, який включає три анафори, приписувані Тадею (Аддай) і Марі, Феодору Мопсуестійському, а згодом також Несторію.

## Іконопис
У своїх будинках християни, які належать до Ассирійської церкви Сходу, вішають християнський хрест (без корпусу) на східній стіні головної кімнати.
Наразі Ассирійська церква Сходу не використовує ікон, а інтер’єр молитовних будинків простий. Іконографія була присутня в історії Церкви Сходу; опозиція до релігійних образів врешті-решт стала нормою завдяки зростанню ісламу в регіоні, який забороняв будь-які типи зображень святих та біблійних пророків. Таким чином, церква була змушена позбутися своїх ікон.
Книга Несторіанського Євангелія від Пешитти, написана в Естрангелі XIII століття, в даний час мешкає в Державній бібліотеці Берліна. Цей ілюстрований рукопис із північної Месопотамії або Тур Абдін доводить, що в XIII столітті церква ще не була аніконічною. Ще один рукопис Несторіанського Євангелія, що зберігається в Bibliothèque nationale de France, що містить ілюстрацію, що зображує Ісуса Христа (не розп’яття) у колі кільчастого хреста (у вигляді кельтського хреста) в оточенні чотирьох ангелів.
Три сирійські рукописи початку XIX століття та раніше — вони були відредаговані у збірнику під назвою «Книга захисту» Германом Голланчем — містять ряд ілюстрацій, які є більш-менш грубими. Ці рукописи доводять постійне використання зображень. Більше того, чоловіча ліпнина в натуральну величину була виявлена в церкві Селевкії-Ктезіфона з кінця VI століття. Під цією церквою були знайдені залишки попередньої церкви. Незважаючи на те, що неможливо визначити, до якої несторіанської церкви брала участь, відкриття все ж доводить, що Церква Сходу також використовувала образні зображення.

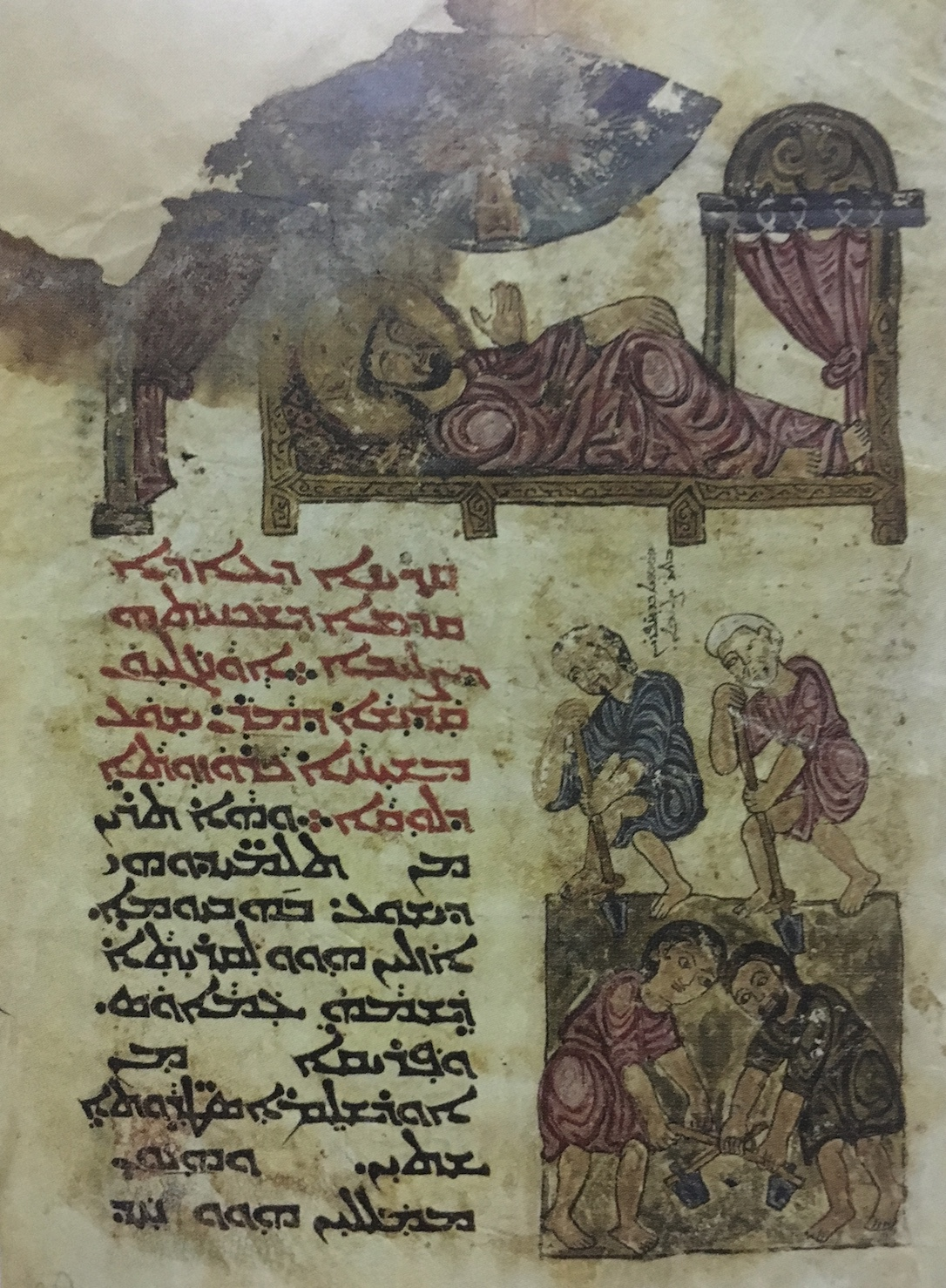
Свято відкриття Хреста з книги Несторіанського Євангелія від Пешитти 13 століття, написаної Естрангея, що зберігається в БДБ.
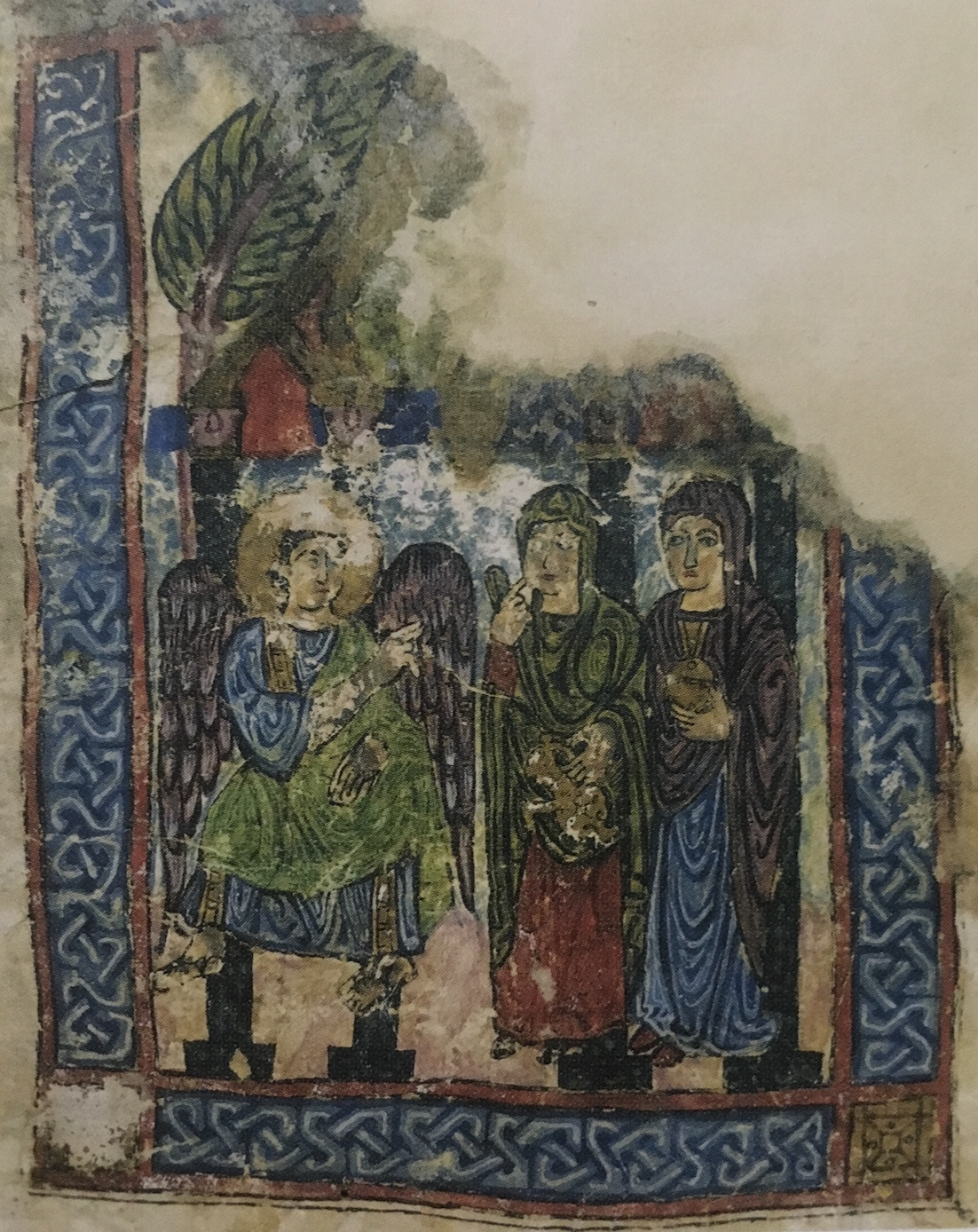
Ангел звіщає воскресіння Христа Марії і Марії Магдалині, з Несторіанського Євангелія від Пешитти.
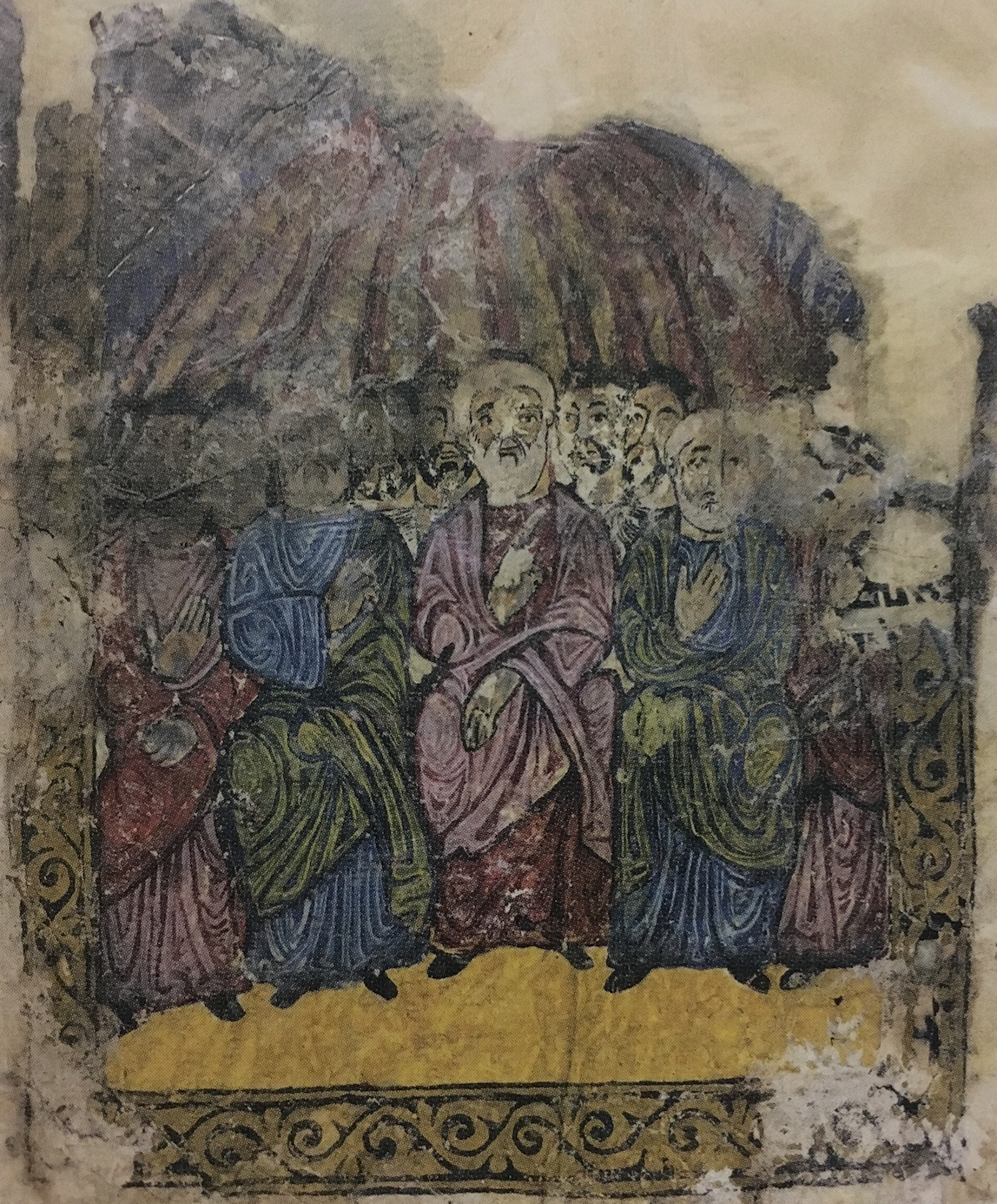
Дванадцять апостолів зібралися навколо Петра в П'ятидесятницю, з Несторіанського Євангелія Пешітта.
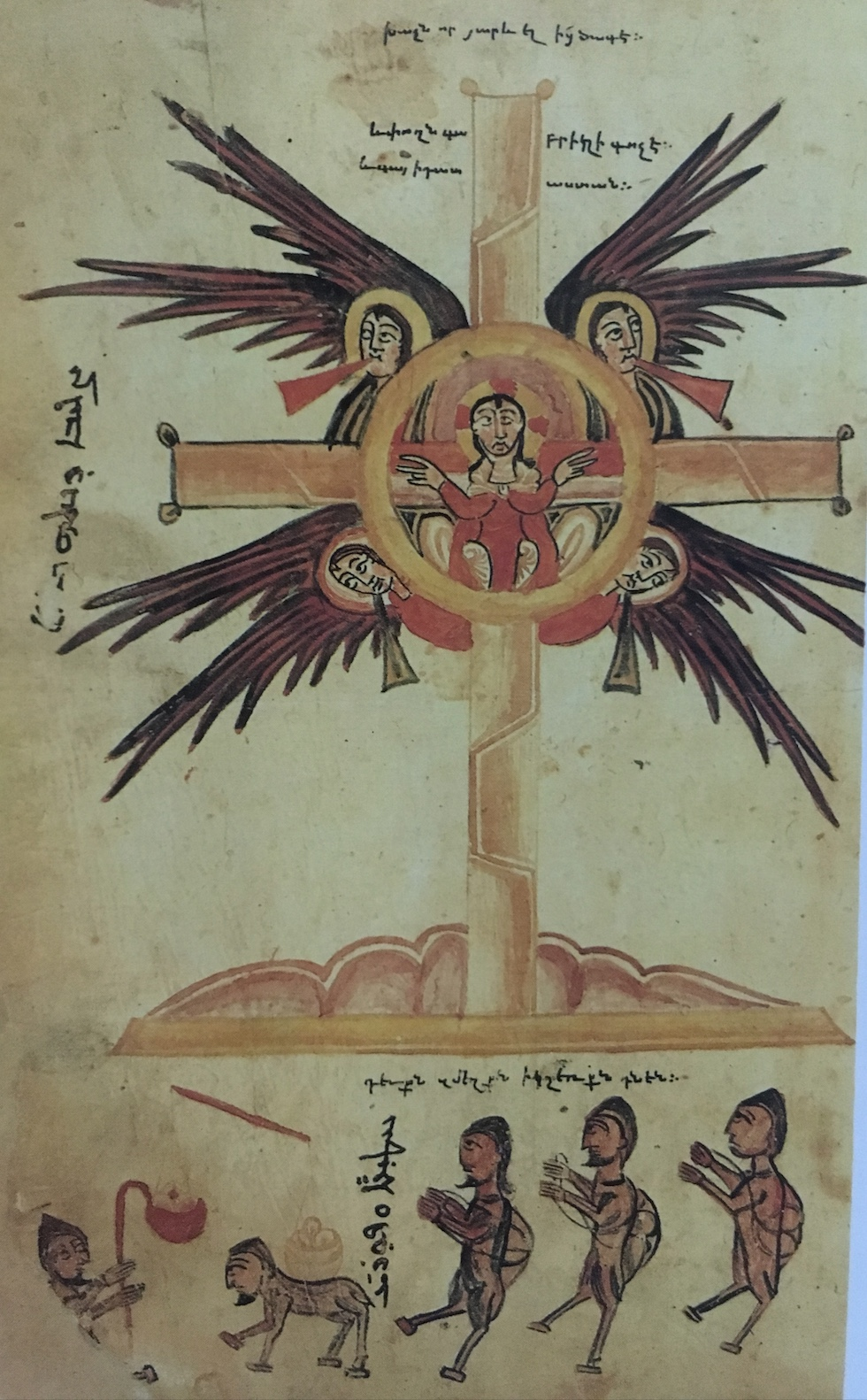
Ілюстрація з Несторіанського Євангелії, сирійського рукопису Євангелія, що зберігається в НБФ

## Організація
Ассирійською церквою Сходу керує єпископська структура, подібна до інших апостольських церков. Церква підтримує систему географічних парафій, організованих у єпархії та архієпархії. Католикос-Патріарх є главою церкви. Його синод складається з єпископів, які контролюють окремі єпархії, та митрополитів, які контролюють єпископські єпархії в їх територіальній юрисдикції.
Халдейська сирійська церква, яка охоплює Індію та Перську затоку, є найбільшою єпархією церкви. Її історія сягає Церкви Сходу, яка встановила свою присутність у Кералі, але обидві громади підтримували лише епізодичний зв'язок протягом декількох століть, а послідовні відносини були встановлені лише з приходом португальців до Індії близько 1500 року. представлена Ассирійською церквою Сходу і перебуває у спілкуванні з нею.
Кількість членів оцінюється в 170 000, хоча деякі джерела кажуть, що досягає 500 000.

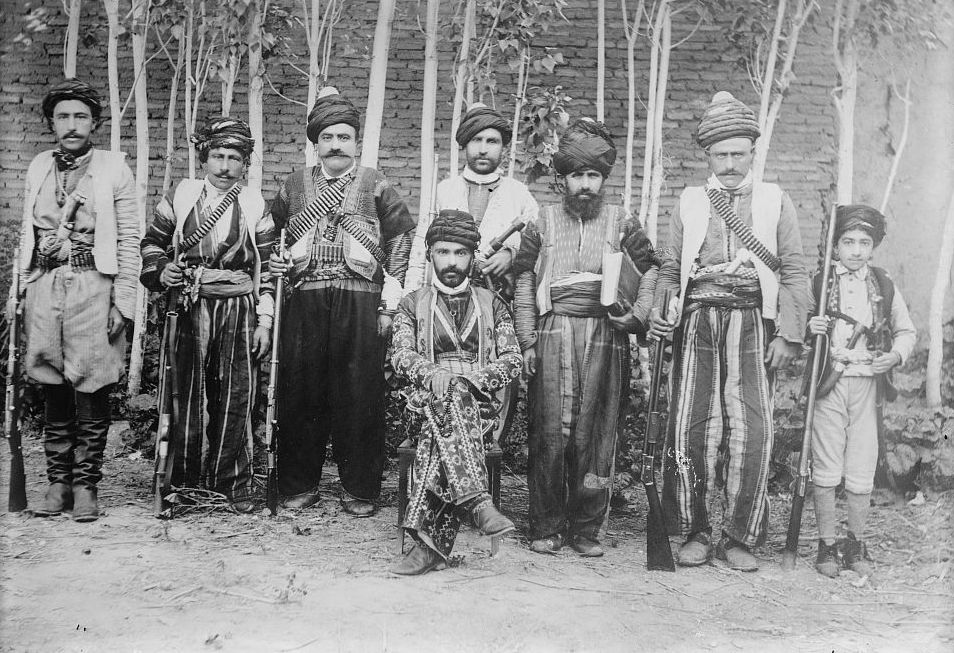
Ассирійський архієпископ та слуги початку 20 століття

### Ієрархія
Патріарше сидіння кілька разів переносили протягом історії. До 1804 року патріархи старшої лінії Ілії проживали в старовинному монастирі Раббан Хормізд, тоді як патріархи молодшої лінії Шімун проживали в соборній церкві Мар Шалліта в селі Кудшаніс в горах Хаккарі Османської імперії і продовжував це робити до Першої світової війни. Після початку конфлікту в 1915 р. Патріархи тимчасово проживали між Урмією та Сальмасом, а після 1918 р. Патріархи проживали в Мосулі. Після різанини Сімеле 1933 року тодішній патріарх Шимун XXI Ешай був висланий на Кіпр через його агітацію за незалежність. У 1940 році його прийняли в США, де він оформив свою резиденцію в Чикаго, і керував США та Канадою як його патріархальна провінція. Потім патріархат був перенесений до Модесто, штат Каліфорнія, в 1954 році і, нарешті, до Сан-Франциско в 1958 році через проблеми зі здоров'ям. Після вбивства патріарха та обрання Дінкхи IV у 1976 році патріархат тимчасово знаходився в Тегерані, де в той час проживав новий патріарх. Після ірано-іракської війни та іранської революції патріархат знову повернувся до Чикаго, де пробув до 2015 року, коли відновився на Близькому Сході, організувавшись в районі Ербіла Анкава в Іраці після того, як Геваргіс III був встановлений католикосом-патріархом. Єпархія Сходу США служила провінцією патріарха з 1994 по 2012 рік.
Через нестабільну політичну, релігійну та економічну ситуацію на історичній батьківщині церкви на Близькому Сході багато членів церкви зараз проживають у західних країнах. Церкви та єпархії були створені по всій Європі, Америці та Океанії. Найбільша концентрація членів церкви серед емігрантів знаходиться в США, в основному в Іллінойсі та Каліфорнії.

## Екуменічні відносини

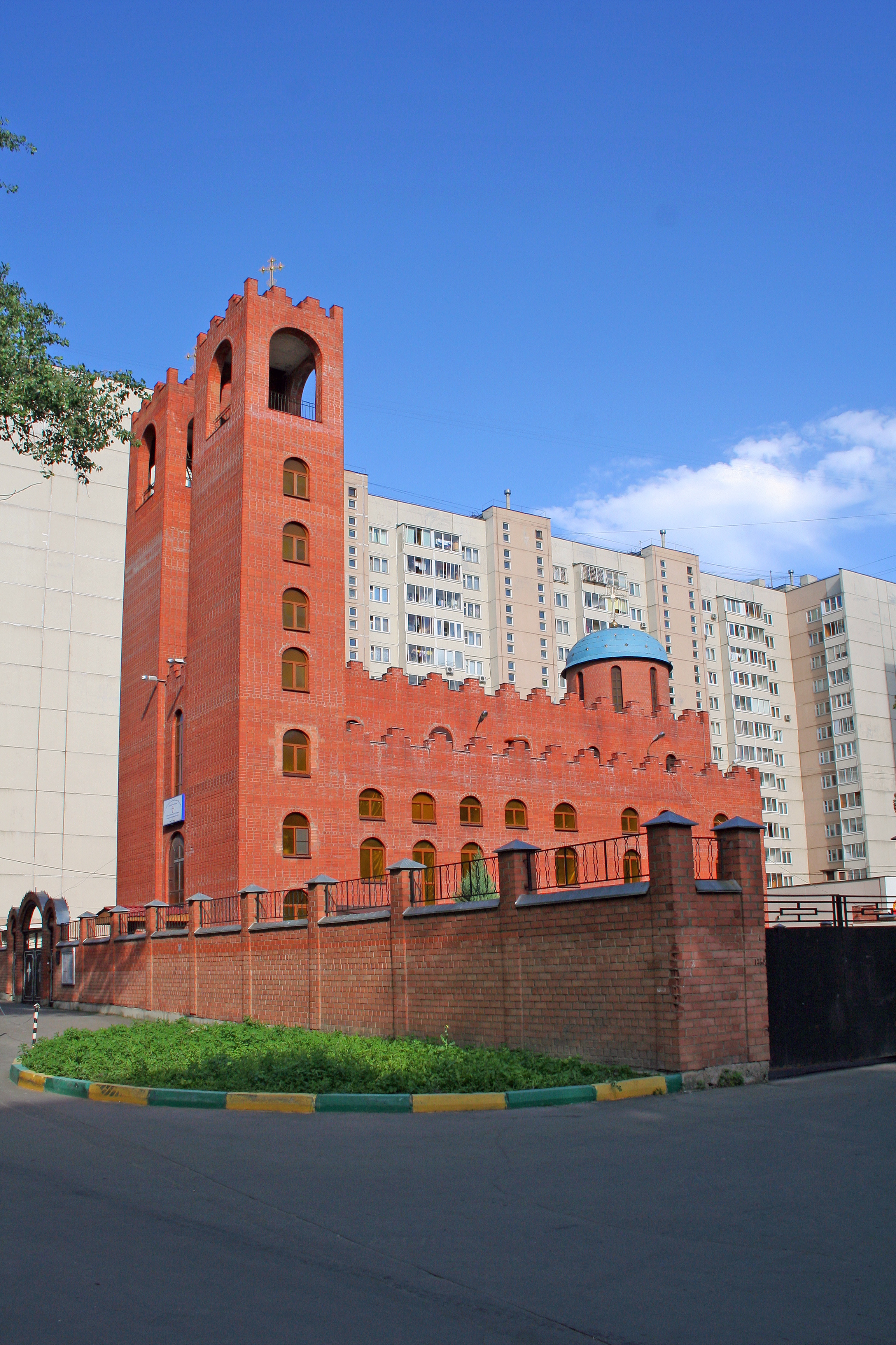
Ассирійська церква Св. Марії в Москві. Незважаючи на етнічні та релігійні переслідування та серйозне зменшення членства з часів їх розквіту приблизно в IV столітті, Ассирійська церква Сходу збереглася до XXI століття.

Папа Іван XXIII запросив багато інших християнських конфесій, включаючи Ассирійську церкву Сходу, направити «спостерігачів» на Другий Ватиканський Собор (1962–1965). Ці спостерігачі, були люб’язно прийняті та посаджені як почесні гості прямо перед подіумом на підлозі зали Ради, не брали участі в дебатах собору, але вони вільно спілкувались з католицькими єпископами та богословами, які складали собор, й інші спостерігачі також у зоні перерви під час сесій ради. Там сердечні розмови розпочали зближення, яке розрослося у розширення відносин між Католицькою Церквою, церквами Православного Причастя та древніми Церквами Сходу.
11 листопада 1994 р. в Римі відбулася історична зустріч між Патріархом Дінхою IV та Папою Римським Іваном Павлом II. Два патріархи підписали документ під назвою «Спільна христологічна декларація між Католицькою церквою та Ассирійською церквою Сходу». Одним з побічних ефектів цієї зустрічі було те, що відносини Ассирійської церкви з Халдейською католицькою церквою почали покращуватися.
У 1996 році Патріарх Дінка IV підписав угоду про співпрацю з Халдейським католицьким церковним патріархом Багдада Рафаелем I Бідавідом у Саутфілді, штат Мічиган, і сам Бідавід прагнув вилікувати богословські розбіжності серед ассирійців усіх конфесій. У 1997 році він вступив у переговори з Сирійською православною церквою, і дві церкви припинили анатемувати одна одну.
Відсутність узгодженого розповіді про інститут в Анафорі Аддая та Марії, яка відноситься до апостольських часів, змусила багатьох західних християн, і особливо римських католиків, сумніватися в дійсності цієї анафори, яка широко використовується Ассирійською Церквою Сходу, як молитва про освячення євхаристійних елементів. У 2001 році, після вивчення цього питання, кардинал Йозеф Ратцінгер (згодом Папа Римський Бенедикт XVI), тоді префект Конгрегації доктрини віри, оприлюднив декларацію, схвалену папою Іваном Павлом II, в якій зазначив, що це дійсна анафора. Ця декларація відкрила двері для спільного синодального указу, який офіційно імплементує ці Правила прийому до Євхаристії між Халдейською церквою та Ассирійською церквою Сходу, які синоди Ассирійської церкви Сходу та Халдейської католицької церкви підписали та оприлюднили 20 липня 2001 року.

Спільний синодальний указ визначив декілька питань, які потребують вирішення, щоб дозволити відносини повного спілкування, хоча з екуменічної точки зору це є значним кроком на шляху до повної співпраці в душпастирській опіці своїх членів.

## Ассирійська церква Сходу в Україні
В Україні проживають приблизно 4000 етнічних ассирійців, більшість з яких є вірянами Ассирійської церкви Сходу. Релігійна громада «Свята Соборна Апостольська Церква Сходу» існує у Запоріжжі. Ассирійці України розсіяні по численних містах: Києві, Донецьку, Маріуполі, Костянтинівці, Горлівці, Дебальцевому, Краматорську, Покровську, Новій Каховці, Луганську, Хрустальному, Запоріжжі, Дніпрі, Кам'янську, Полтаві, Сумах, Прилуках, Чернігові, Ніжині, Вінниці, Житомирі, Львові та Івано-Франківську. Там, де немає громад їхньої церкви, вони відвідують храми православних конфесій.